# Fonts baptismaux de Termonde
Les fonts baptismaux de Termonde sont situés en l'église Notre-Dame de la ville belge de Termonde, dans la province de Flandre-Orientale.
Ils constituent un des plus précieux restes du Moyen Âge que possède la Belgique et un des plus beaux exemples de fonts baptismaux romans de Belgique, aux côtés des fonts de Saint-Barthélemy à Liège, Saint-Séverin-en-Condroz, de Gerpinnes, de Beauvechain, de Furnaux, de  Gentinnes et de Zedelgem.

## Localisation
Ils sont situés dans le fond du collatéral droit de l'église Notre-Dame de Termonde. 
Si les fonts sont romans, ce n'est pas le cas de l'église qui les abrite : il s'agit d'une église de style gothique  des XIVe et XVe siècles.

## Historique
Ces fonts baptismaux romans en pierre de Tournai datent du XIe siècle,,,.
Cette œuvre est la seule pièce qui subsiste de la décoration de l'église romane d'origine,. 
En 1838, le poète flamand, archiviste de la ville de Gand et professeur d'histoire à l'Académie de la même ville Prudens Van Duyse publie un article scientifique dans lequel il insiste sur la nécessité de restaurer les fonts baptismaux. Son appel étant resté sans réponse, il publie 16 ans plus tard le poème Christiana ter behoeve der te herstellen doopvont van O.-L.-V. kerk te Dendermonde dans l'espoir d'attiser l'intérêt du public pour cette restauration.
Les fonts sont finalement restaurés en 1858-1860 par J.B. De Pauw selon les plans de l'architecte Louis Roelandt de Gand, avec ajout d'un piédestal.

## Description

### Importance
Ces fonts baptismaux romans en pierre de Tournai constituent la pièce maîtresse du patrimoine de l'église, et sa plus ancienne œuvre d'art,,.
Cette pièce est une des plus importantes de ce type en Belgique et peut se comparer aux fonts baptismaux de Zedelgem près de Bruges, à ceux de Saint-Venant dans le nord de la France et à ceux de la cathédrale de Winchester,,.

### Cène
La face antérieure du monument représente la Cène. Il y a en tout quatorze personnages. Le Sauveur, qu'on reconnaît à l'auréole cruciforme, est placé au bout de la table, contre l'habitude des représentations de la Cène. Aux pieds du Christ  est couchée une figure qui représente souvent Marie, sœur de Lazare mais qui est ici visiblement un homme. En 1838, le poète flamand Prudens Van Duyse se demande s'il n'est pas « permis de croire que l'artiste a voulu ainsi représenter aux yeux la chute morale de Judas et que, par un anachronisme assez dans le goût de l'époque, il a fait siéger à la place du traître un plus digne disciple ? ».

La Cène
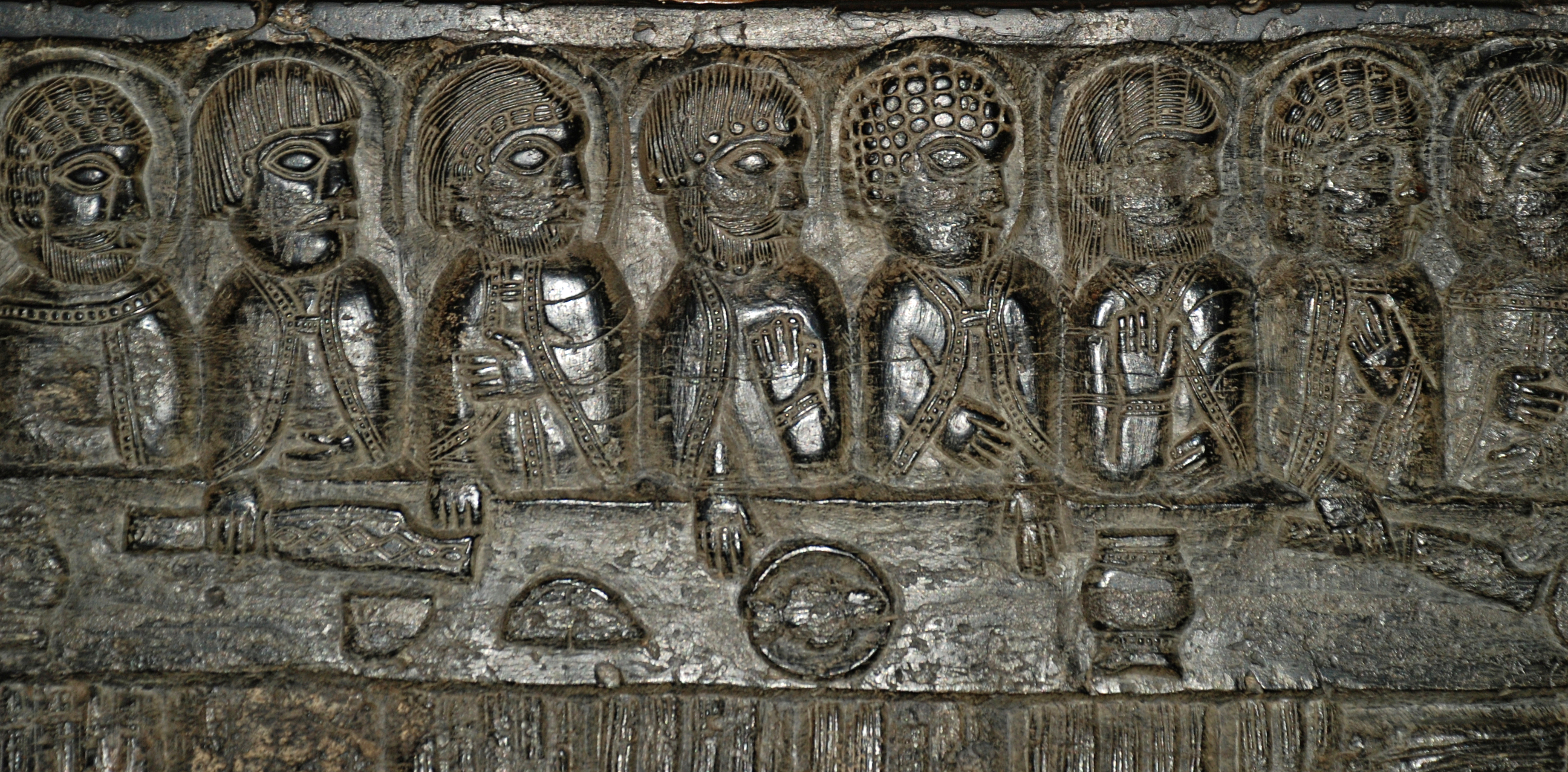
Les Apôtres.
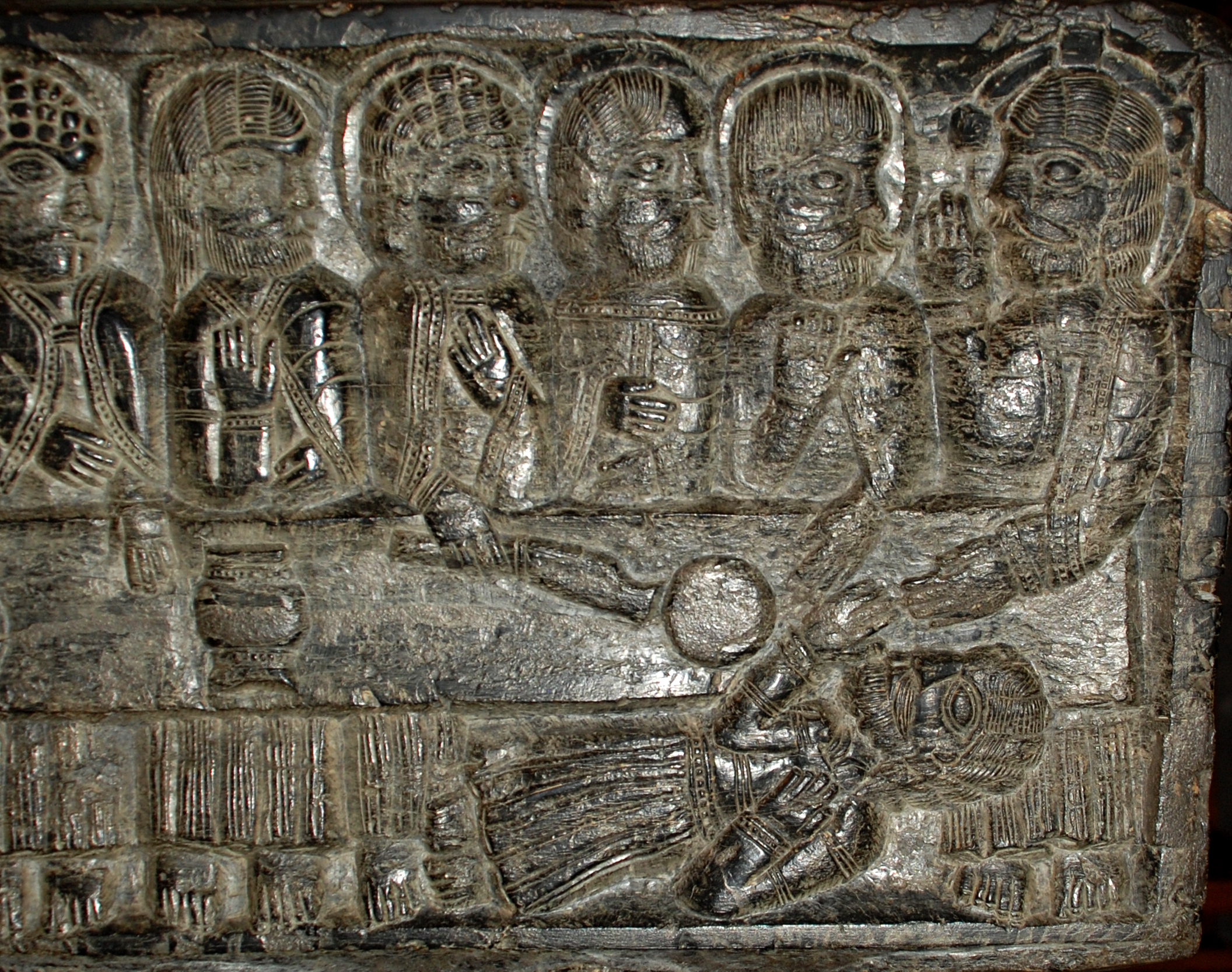
Jésus à droite, avec Judas à ses pieds.

### Conversion de saint Paul
Le deuxième bas-relief représente les moments les plus importants de la vie de saint Paul : sa conversion et son intégration dans la communauté des apôtres
On y voit, à gauche, saint Paul jeté de son cheval et, à droite près d'un temple, saint Pierre tenant d'une main la couronne du martyre et de l'autre deux énormes clefs,. 
L'une des caractéristiques des figures taillées sur les fonts de Termonde et de Zedelgem est la dimension exagérée des têtes : la hauteur totale des personnages est à peine de trois fois et demie à quatre fois celle de la tête.

La conversion et l'intégration de saint Paul dans la communauté des apôtres
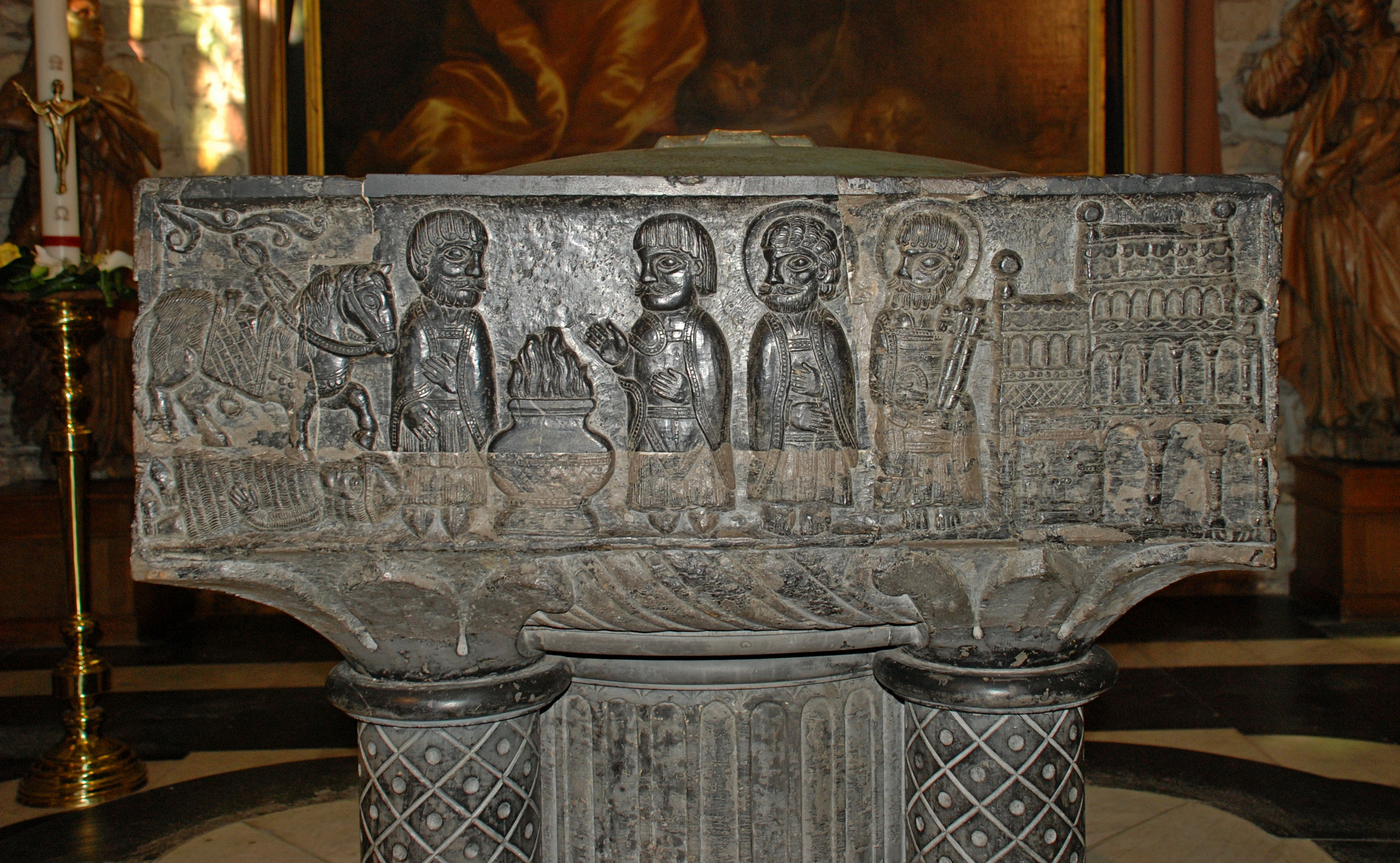
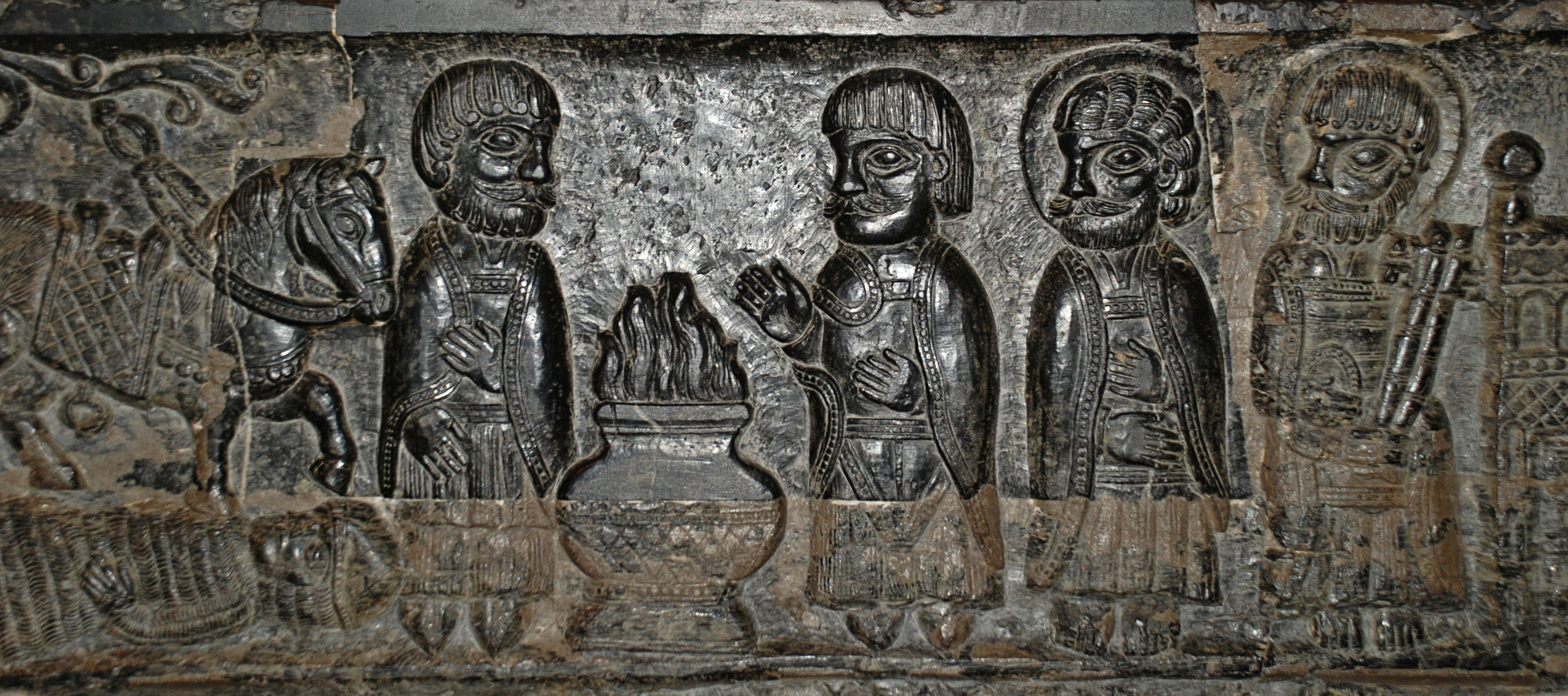

### Autres faces
La troisième face représente l'Agneau de Dieu portant une croix entre deux colombes qui becquètent dans des grappes de raisin,.
La dernière face représente des chimères, des animaux fantastiques, voire des démons,.

L'Agneau de Dieu entre deux colombes
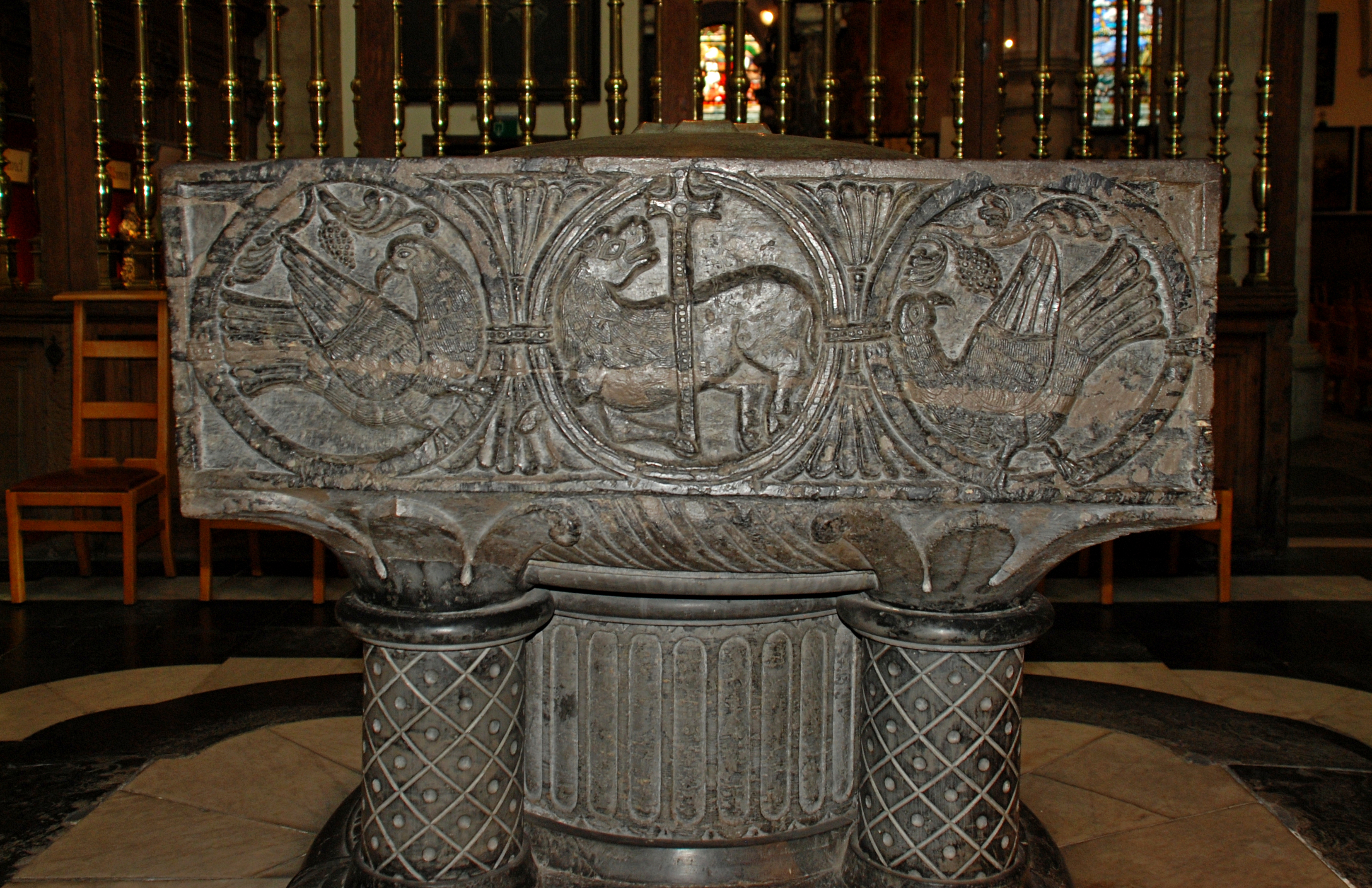
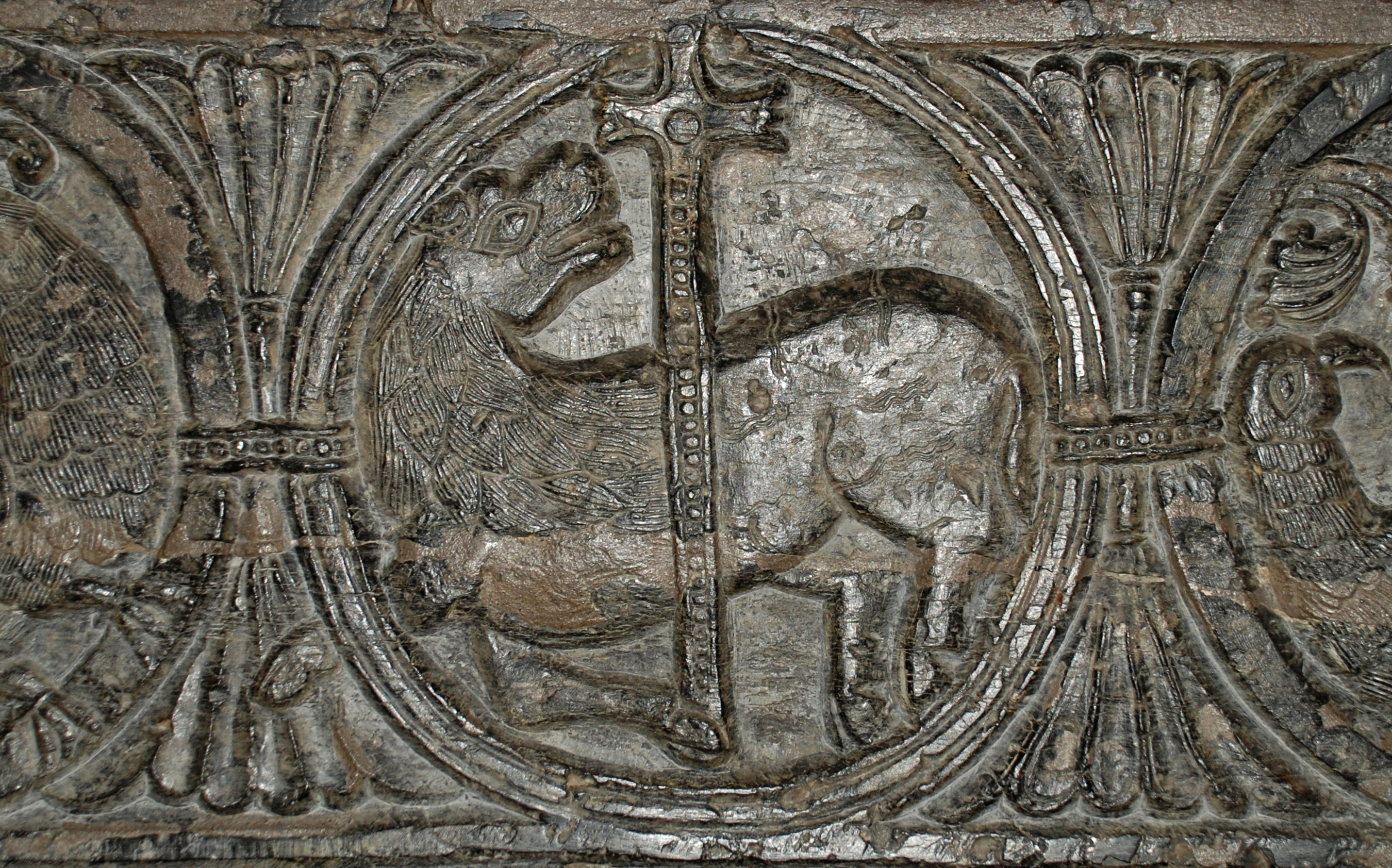

### Base
À Termonde, comme à Saint-Venant et à Zedelgem, la cuve baptismale est soutenue par un tambour central et quatre colonnettes, mais à Zedelgem ces dernières sont torses. 
Le tambour central est un monolithe dont l'épaisseur atteint la moitié de la hauteur totale des fonts et qui mesure plus d'un demi mètre cube.

Les fonts baptismaux et leur socle
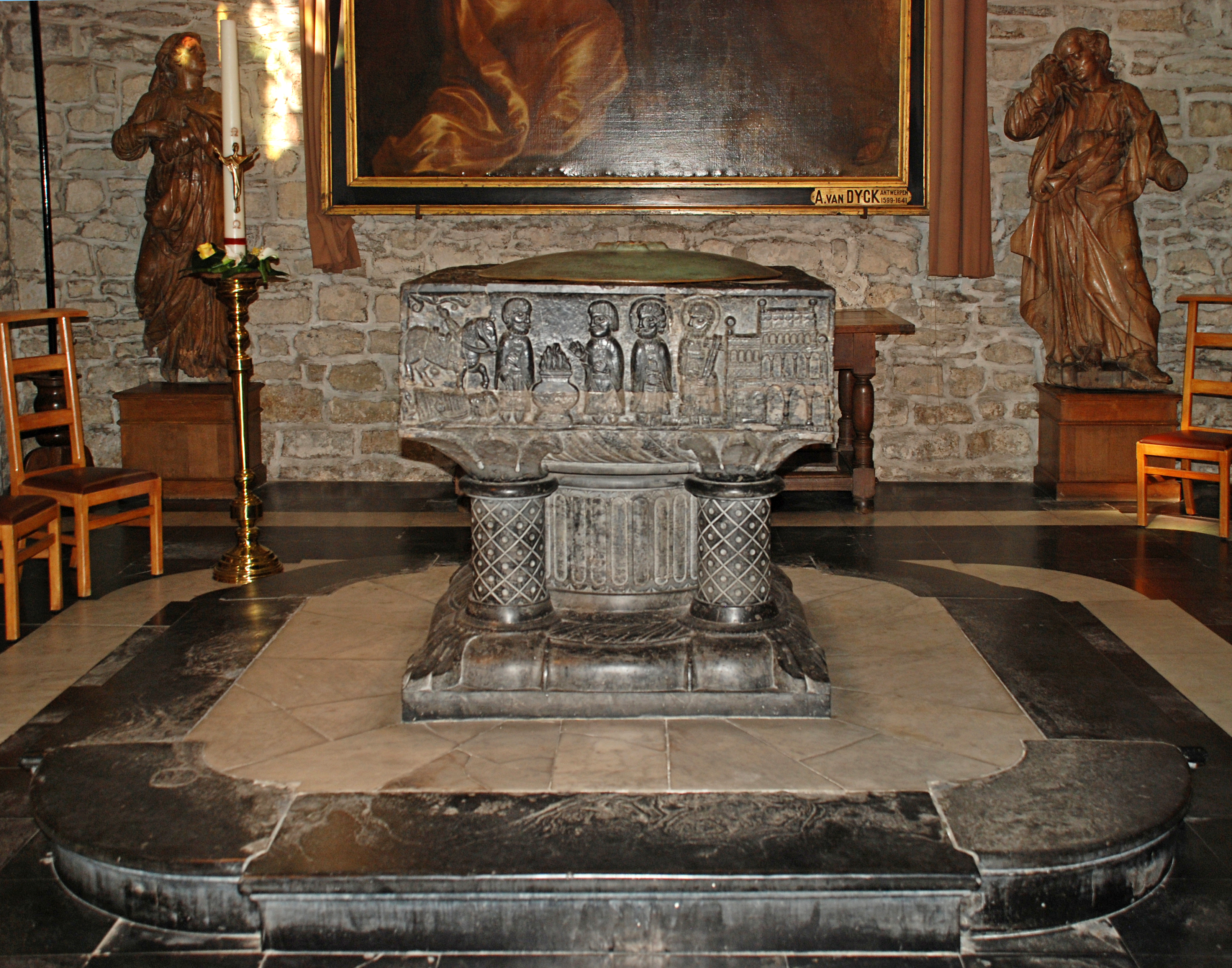
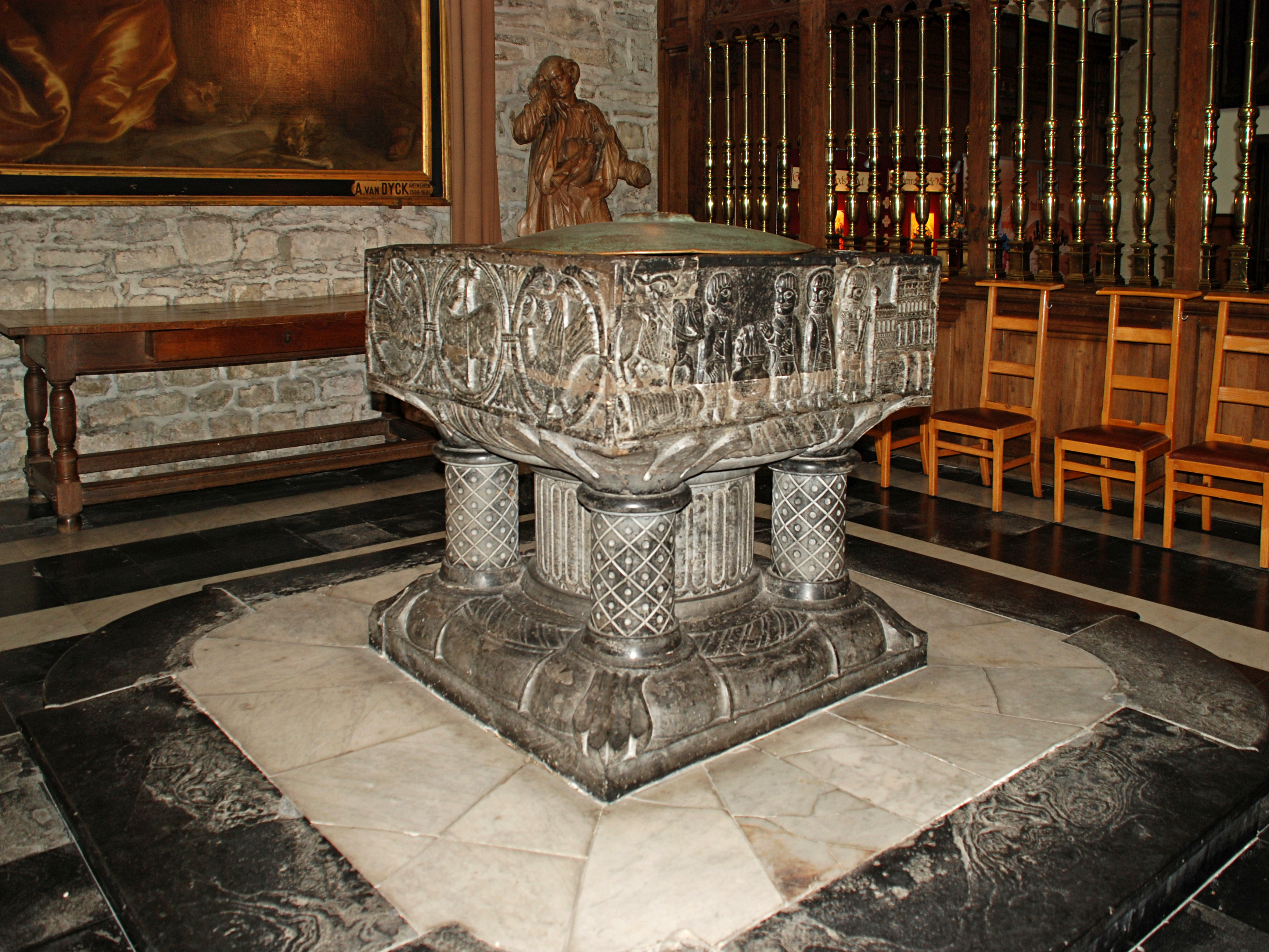